# Филино (деревня, Москва)
Филино — деревня в Троицком административном округе Москвы (до 1 июля 2012 года была в составе Подольского района Московской области). Входит в состав поселения Вороновское.

## Население
| 1859 | 1890 | 1899 | 1926 | 2002 | 2006 | 2010 |
| ---- | ---- | ---- | ---- | ---- | ---- | ---- |
| 114  | ↗140 | ↗164 | ↗213 | ↘0   | ↗1   | ↗15  |

## География
Деревня Филино расположена в восточной части Троицкого административного округа, примерно в 22 км к юго-западу от центра города Подольска, на левом берегу впадающей в Мочу реки Алёшинки. В 2 км западнее деревни проходит Калужское шоссе А130, в 4 км к югу — Варшавское шоссе, в 5 км к северу — Московское малое кольцо А107, в 10 км к югу — Большое кольцо Московской железной дороги.
В деревне две улицы — Полевая и Приозёрная, приписано дачное некоммерческое партнёрство (ДНП). Ближайшие населённые пункты — деревни Ворсино и Бакланово.

## История
Вместе с селом Никольским-Колчевым являлось вотчиной потомков Фёдора Ивановича Потёмкина.
Название деревни, предположительно, произошло от некалендарного личного имени Филин. По другой версии название деревни связано с именем Филя — производной формой от нескольких календарных личных имён, таких как Филимон, Филипп и т.п.
В «Списке населённых мест» 1862 года — владельческая деревня 1-го стана Подольского уезда Московской губернии по левую сторону старокалужского тракта, в 18 верстах от уездного города и 5 верстах от становой квартиры, при речке Алёшинке и колодцах, с 20 дворами и 114 жителями (56 мужчин, 58 женщин).
Согласно подворной переписи 1869—1871 гг. в селе проживало 117 человек. Из 15 семей 8 занимаются токарным промыслом. Богоугодных заведений, больниц, богаделен, приютов не имеется. Общественных зданий никаких не имеется, кроме запасного хлебного магазина. Грамотных в селе 5 мужчин. Селению принадлежит 162½ десятины земли, из неё пахотной 70 десятин. Высеивается всем селением: Ржи 40 четверть, овса 65 четвертей. (ЦИАМ, Ф.184 оп.10 д.2248)
По данным на 1899 год — деревня Красно-Пахорской волости Подольского уезда с 164 жителями.
В 1913 году — 31 двор.
По материалам Всесоюзной переписи населения 1926 года — деревня Чириковского сельсовета Красно-Пахорской волости Подольского уезда в 3,2 км от Калужского шоссе и 18,1 км от станции Столбовая Курской железной дороги, проживало 213 жителей (100 мужчин, 113 женщин), насчитывалось 38 хозяйств, из которых 35 крестьянских.
1929—1946 гг. — населённый пункт в составе Красно-Пахорского района Московской области.
1946—1957 гг. — в составе Калининского района Московской области.
1957—1963, 1965—2012 гг. — в составе Подольского района Московской области.
1963—1965 гг. — в составе Ленинского укрупнённого сельского района Московской области.
С 2012 г. — в составе города Москвы.